# Craigia kwangsiensis
Craigia kwangsiensis là một loài thực vật có hoa thuộc họ Malvaceae theo nghĩa rộng (sensu lato) hoặc Tiliaceae.
Nó chỉ được tìm thấy ở Trung Quốc.